# Руис, Ласаро
Ласаро Майкель Руис (англ. Lázaro Maikel Ruiz; род. 12 октября 1984, Гавана) — кубинский тяжелоатлет.

## Карьера
На Панамериканском чемпионате по тяжелой атлетике 2008 года получил бронзу в весовой категории 62 кг — Ласаро поднял 284 кг.
На летних Олимпийских играх 2008 года в Пекине занял 6-е место с весом 294 кг, побив прошлый рекорд.
Завоевал золотую медаль в рывке и серебряную в толчке на Панамериканском спортивном фестивале — 2014.